# Сільвен-Ле-Мулен
Сільве́н-Ле-Муле́н (фр. Sylvains-Les-Moulins) — муніципалітет у Франції, у регіоні Нормандія, департамент Ер. Населення — 1293 особи (01.01.2021).
Муніципалітет розташований на відстані близько 95 км на захід від Парижа, 60 км на південь від Руана, 12 км на південь від Евре.

## Історія
До 2015 року муніципалітет перебував у складі регіону Верхня Нормандія. Від 1 січня 2016 року належить до нового об'єднаного регіону Нормандія.
1 січня 2016 року до Сільвен-Ле-Мулен приєднали колишній муніципалітет Віллале.

## Демографія
Динаміка населення (INSEE ):
Розподіл населення за віком та статтю (2006):
| Стать | Всього | До 15 років | 15-24 | 25-44 | 45-64 | 65-85 | Понад 85 |
| --- | ------ | ----------- | ----- | ----- | ----- | ----- | -------- |
| Чоловіки | 568    | 114         | 68    | 145   | 180   | 61    | 0        |
| Жінки | 534    | 122         | 42    | 133   | 176   | 57    | 4        |
| \| Статево-вікова піраміда \| Статево-вікова піраміда \| Статево-вікова піраміда \| \| ----------------------- \| ----------------------- \| ----------------------- \| \| Чоловіки \| Вік \| Жінки \| \| 0 \| 85 + \| 4 \| \| 8 \| 80-84 \| 8 \| \| 11 \| 75-79 \| 15 \| \| 15 \| 70-74 \| 11 \| \| 27 \| 65-69 \| 23 \| \| 23 \| 60-64 \| 27 \| \| 61 \| 55-59 \| 57 \| \| 42 \| 50-54 \| 27 \| \| 54 \| 45-49 \| 65 \| \| 38 \| 40-44 \| 34 \| \| 46 \| 35-39 \| 34 \| \| 27 \| 30-34 \| 46 \| \| 34 \| 25-29 \| 19 \| \| 11 \| 20-24 \| 11 \| \| 57 \| 15-20 \| 31 \| \| 38 \| 10-14 \| 38 \| \| 38 \| 5-9 \| 42 \| \| 38 \| 0-4 \| 42 \| |        |             |       |       |       |       |          |
| Статево-вікова піраміда |        |             |       |       |       |       |          |
| Чоловіки | Вік    | Жінки       |       |       |       |       |          |
| 0 | 85 +   | 4           |       |       |       |       |          |
| 8 | 80-84  | 8           |       |       |       |       |          |
| 11 | 75-79  | 15          |       |       |       |       |          |
| 15 | 70-74  | 11          |       |       |       |       |          |
| 27 | 65-69  | 23          |       |       |       |       |          |
| 23 | 60-64  | 27          |       |       |       |       |          |
| 61 | 55-59  | 57          |       |       |       |       |          |
| 42 | 50-54  | 27          |       |       |       |       |          |
| 54 | 45-49  | 65          |       |       |       |       |          |
| 38 | 40-44  | 34          |       |       |       |       |          |
| 46 | 35-39  | 34          |       |       |       |       |          |
| 27 | 30-34  | 46          |       |       |       |       |          |
| 34 | 25-29  | 19          |       |       |       |       |          |
| 11 | 20-24  | 11          |       |       |       |       |          |
| 57 | 15-20  | 31          |       |       |       |       |          |
| 38 | 10-14  | 38          |       |       |       |       |          |
| 38 | 5-9    | 42          |       |       |       |       |          |
| 38 | 0-4    | 42          |       |       |       |       |          |

## Економіка
2010 року серед 758 осіб працездатного віку (15—64 років) 585 були активними, 173 — неактивними (показник активності 77,2%, у 1999 році було 74,6%). З 585 активних мешканців працювало 556 осіб (287 чоловіків та 269 жінок), безробітними було 29 (16 чоловіків та 13 жінок). Серед 173 неактивних 66 осіб було учнями чи студентами, 60 — пенсіонерами, 47 були неактивними з інших причин.

У 2010 році в муніципалітеті числилось 422 оподатковані домогосподарства, у яких проживали 1213,5 особи, медіана доходів виносила 22 966 євро на одного особоспоживача